# Club Deportivo Pudahuel Barrancas
Club Deportivo Pudahuel Barrancas är en fotbollsklubb från Pudahuel, Santiago, Chile. Klubben grundades den 1 februari 2007 och började spela i Tercera A (den tredje högsta divisionen i Chile) redan från start. Laget flyttades ner första säsongen till Tercera B.